# フローラン・バルモン
フローラン・バルモン（Florent Balmont, 1980年2月2日 - ）は、フランス・サント＝フォワ＝レ＝リヨンの元サッカー選手。ポジションはミッドフィルダー。

## 経歴
オリンピック・リヨンの下部組織時代には元U-21フランス代表のスティード・マルブランク等とクープ・ドゥ・ガンバルデッラを獲得。トップチームデビューを果たすもレギュラーを獲得できずトゥールーズFCにレンタル移籍した。OGCニースに移籍してレギュラーとしてプレー。2008年にはリールに移籍した。
2016年、ディジョンFCOに移籍したのち、2020年で現役引退。

## 所属クラブ
- オリンピック・リヨン 2002-2004

→ トゥールーズFC 2003-2004 (loan)
- OGCニース 2004-2008
- リール 2008-2016
- ディジョンFCO 2016-2020

## タイトル
- オリンピック・リヨン

リーグ・アン 2002-2003
- LOSCリール・メトロポール

リーグ・アン 2010-2011
クープ・ドゥ・フランス 2010-2011